# Gesneria duchartreoides
Gesneria duchartreoides är en tvåhjärtbladig växtart som först beskrevs av Charles Henry Wright, och fick sitt nu gällande namn av Ignatz Urban. Gesneria duchartreoides ingår i släktet Gesneria och familjen Gesneriaceae. Inga underarter finns listade i Catalogue of Life.